# Doğukan Nelik
Doğukan Nelik (* 5. Dezember 2000 im Manisa) ist ein türkischer Fußballspieler.

## Karriere
Nelik begann seine Karriere in dem Jugendabtverein von Akhisarspor. Am 25. Mai 2019 debütierte er in der Süper Lig bei einem torlosen Unentschieden gegen Konyaspor. Im Juni 2021 unterschrieb Nelik einen Vertrag bei Antalyaspor. Kurz nach seinem Wechsel zog er sich jedoch einen Kreuzbandriss zu, der ihn monatelang nicht spielen konnte. In der Saison 2022/2023 war er Leihspieler bei Nazilli Belediyespor. 2024 wechselte er zu Aliağa FK.